# Nikolay Aleksandrovich Bulganin
Nikolay Aleksandrovich Bulganin (tiếng Nga: Никола́й Алекса́ндрович Булга́нин, chuyển tự Latinh:Nikolay Aleksandrovich Bulganin; 30/3/1895-24/02/1975) là một chính trị gia nổi tiếng của Liên Xô, từng giữ các chức vụ cao cấp của Đảng Cộng sản Liên Xô và Nhà nước Liên Xô.

## Các chức vụ Đảng
- Năm 1917: Bulganin gia nhập Bolshevik.
- Năm 1934: tại Đại hội VII của Đảng Cộng sản Liên Xô, ông được bầu làm Ủy viên Dự khuyết Trung ương Đảng.
- Năm 1938: trở thành Ủy viên Trung ương Đảng Cộng sản Liên Xô.
- Năm 1944: Phó Chủ tịch Quân ủy Trung ương Liên Xô
- Năm 1946: trở thành Ủy viên Dự khuyết Bộ Chính trị Trung ương Đảng Cộng sản Liên Xô.
- Năm 1948-1958: Ủy viên Bộ Chính trị.

## Các chức vụ chính quyền
- Năm 1918-1922: làm đặc vụ của Cheka, Cơ quan An ninh Chính trị của Liên Xô.
- Năm 1922-1927: làm lãnh đạo ngành điện lực Moskva.
- Năm 1927-1937: Chủ tịch Moskva.
- Năm 1937-1938: Thủ tướng Cộng hòa xã hội chủ nghĩa Liên bang Nga, kiêm Chủ tịch Ngân hàng Trung ương Liên Xô.
- 1938-1955: Phó Thủ tướng Liên Xô
- 1953-1955: Bộ trưởng Bộ Quốc phòng Liên Xô
- 1955-1958: Thủ tướng Liên Xô
- 1958: Bị ép từ chức Thủ tướng, trở thành Chủ tịch Ngân hàng Trung ương Liên Xô, rồi Chủ tịch Hội đồng Kinh tế vùng Stavropol

## Quân hàm
- Trung tướng (6 tháng 12 năm 1942)
- Thượng tướng (29 tháng 7 năm 1944)
- Đại tướng (17 tháng 11 năm 1944)
- Nguyên soái Liên Xô (3 tháng 11 năm 1947)
- Thượng tướng (bị giáng quân hàm kể từ 26 tháng 11 năm 1958).